# Ель-Бураймі (місто, Оман)
Ель-Бураймі  ( араб. البريمي  — місто в Султанаті Оман. Адміністративний центр мухафази однойменної мухафази.  
Населення 104,8 тис. осіб (2013)  . Межує з містом Аль-Айн в еміраті Абу-Дабі. Тут знаходиться пункт пропуску через державний кордон .